# Finnish Open 2017
Die Finnish Open 2017 fanden vom 6. bis zum 9. April 2017 in der Energia Areena in Vantaa statt. Es war die 20. Austragung dieser internationalen Meisterschaften von Finnland im Badminton.

## Medaillengewinner
| Disziplin    | Gold                          | Silber                       | Bronze                           |
| ------------ | ----------------------------- | ---------------------------- | -------------------------------- |
| Herreneinzel | Rasmus Gemke                  | Yu Igarashi                  | Kim Bruun                        |
| Herreneinzel | Rasmus Gemke                  | Yu Igarashi                  | Eetu Heino                       |
| Dameneinzel  | Shiori Saito                  | Mako Urushizaki              | Sofie Holmboe Dahl               |
| Dameneinzel  | Shiori Saito                  | Mako Urushizaki              | Vũ Thị Trang                     |
| Herrendoppel | Liao Min-chun Su Ching-heng   | Kohei Gondo Tatsuya Watanabe | Hiroki Okamura Masayuki Onodera  |
| Herrendoppel | Liao Min-chun Su Ching-heng   | Kohei Gondo Tatsuya Watanabe | Po Li-wei Yang Ming-tse          |
| Damendoppel  | Misato Aratama Akane Watanabe | Chisato Hoshi Naru Shinoya   | Cheng Yu-chieh Hu Ling-fang      |
| Damendoppel  | Misato Aratama Akane Watanabe | Chisato Hoshi Naru Shinoya   | Asumi Kugo Megumi Yokoyama       |
| Mixed        | Tseng Min-hao Hu Ling-fang    | Mikkel Mikkelsen Mai Surrow  | Chang Ko-chi Chang Hsin-tien     |
| Mixed        | Tseng Min-hao Hu Ling-fang    | Mikkel Mikkelsen Mai Surrow  | Andrey Parakhodin Natalia Rogova |